# 稚内郵便局
稚内郵便局（わっかないゆうびんきょく）は、北海道稚内市にある郵便局。民営化前の分類では集配普通郵便局であった。

## 概要
住所：〒097-8799 北海道稚内市中央2-15-12

## 沿革
- 1876年（明治9年）1月1日 - 宗谷（そうや）郵便局（五等）として開設[1]。
- 1888年（明治21年）11月1日 - 稚内郵便局に改称
- 1891年（明治24年）1月1日 - 稚内郵便電信局となる。同年2月16日、為替・貯金取扱を開始。
- 1903年（明治36年）4月1日 - 通信官署官制の施行に伴い稚内郵便局となる。
- 1957年（昭和32年）1月21日 - 電話通話および和文電報受付事務の取扱を開始[2]。
- 1957年（昭和32年）11月 - 局舎新築落成。
- 1980年（昭和55年）11月 - 局舎新築。
- 1986年（昭和61年）3月30日 - 坂ノ下郵便局の廃止に伴い、取扱事務を承継。
- 1990年（平成2年）3月26日 - 抜海郵便局から集配業務を移管。
- 1996年（平成8年）7月1日 - 外国通貨の両替および旅行小切手の売買に関する業務取扱を開始。
- 2006年（平成18年）10月10日 - 勇知郵便局および声問郵便局から集配業務を移管[3]。
- 2007年（平成19年）10月1日 - 民営化に伴い、併設された郵便事業稚内支店に一部業務を移管。
- 2012年（平成24年）10月1日 - 日本郵便株式会社の発足に伴い、郵便事業稚内支店を稚内郵便局に統合。
- 2013年（平成25年）4月10日 - 風景印図柄変更[4]。
- 2019年（平成31年）4月1日 - 音威子府郵便局から統括業務を移管、音威子府局が管轄していた幌延、歌登、中頓別、浜頓別、乙忠部の各局を新たに管轄下に置く。

## 取扱内容
- 郵便、印紙、ゆうパック、内容証明
- 貯金、為替、振替、振込、国際送金、外貨両替・トラベラーズチェック、国債、投資信託
- 生命保険、バイク自賠責保険、自動車保険
- ゆうちょ銀行ATM
- 稚内市内の一部地域（097-00xx、098-45xx、098-66xx）の集配業務（098-65xxの沼川地区は沼川郵便局、宗谷村地区は098-67xxの宗谷郵便局と098-63xxの猿払村所在の鬼志別郵便局）
- ゆうゆう窓口

## 風景印
稚内郵便局には風景印があり、郵便窓口等で申し出ると押印してもらうことができる。現在の風景印は2013年（平成25年）4月10日に利用が開始されたもので、図柄は稚内市の「北防波堤ドーム」と「氷雪の門」である。

## 周辺
- 稚内市役所
- 稚内総合文化センター
- 稚内公園
- 稚内港

## アクセス
- JR宗谷本線 稚内駅から西へ約300m（徒歩約5分）
- 宗谷バス 駅前通停留所下車
- 北海道道106号稚内天塩線・北海道道254号抜海港線沿い
- 駐車場あり：5台